# Tambours dans la nuit
Ne doit pas être confondu avec Tambours dans la nuit (novella).
Tambours dans la nuit (Trommeln in der Nacht) est la seconde pièce de théâtre du dramaturge allemand Bertolt Brecht. 

## Histoire

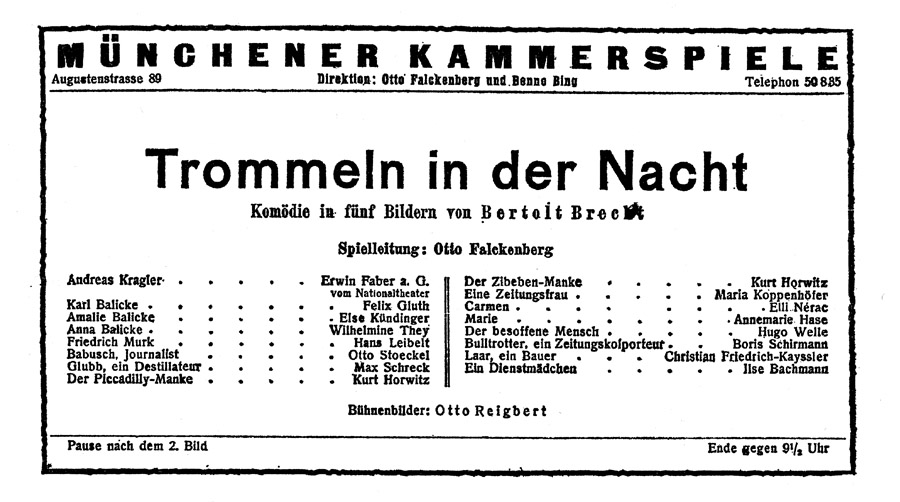
Programme de la première de la pièce, le 29 septembre 1922, au Kammerspiele de Munich, avec Erwin Faber dans le rôle d'Andreas Kragler.

En 1919, quelques jours après l'écrasement de l'insurrection spartakiste à Berlin, Brecht entreprend la rédaction d'une pièce intitulée Spartakus, qu'il achève en six semaines et fait lire à Lion Feuchtwanger. Plusieurs fois récrite et remaniée, elle est publiée en 1922 et créée le 29 septembre 1922 au Kammerspiele de Munich, puis le 20 décembre au Deutsches Theater de Berlin sous le titre de Tambours dans la nuit. Cette pièce lui vaut le prix Kleist.
En 1953, à l'occasion d'une réédition de ses premières pièces, Brecht révise le texte de Tambours dans la nuit. Il remanie les deux derniers actes et la pièce devient une comédie en cinq actes (quatre dans la première version).

## Personnages
- André Kragler
- Anna Balicke
- Karl Balicke
- Amélie Balicke
- Frédéric Murk
- Babusch
- Manke Picadilly
- Manke figue sèche
- Glubb
- Un homme saoul
- Bulltrotter
- Laar
- Augusta
- Marie
- Une bonne
- Une crieuse de journaux

## Productions en France
- 1969 : mise en scène Jean-Pierre Vincent, Théâtre de la Ville
- 1972 : mise en scène Pierre Spadoni, Maison de la Culture de Rennes
- 1974 : mise en scène Robert Gironès, Denis Guénoun, Théâtre Mécanique Paris
- 1983 : mise en scène Robert Azencott, Festival du Jeune Théâtre d'Alès
- 1988 : mise en scène Jean-Paul Wenzel, Création Fédérés Comédie de Saint-Etienne
- 1989 : mise en scène Julien Bouffier, Compagnie Adesso e Sempre, Printemps des comédiens Montpellier
- 1989 : mise en scène Stéphane Braunschweig, Festival du Jeune Théâtre d'Alès
- 1998 : mise en scène Georges Lavaudant, Odéon-Théâtre de l'Europe
- 2003 : mise en scène Vincent Dhelin, Olivier Menu,  Théâtre du Nord
- 2013 : mise en scène Dag Jeanneret, Théâtre des 13 Vents